# Cerovec, Šentjur
Cerovec (phát âm [ˈtseːɾɔʋəts]) là một khu định cư ở trong đô thị tự trị Šentjur, miền đông Slovenia. Nó nằm 10 km về phía đông của Celje và đường cao tốc A1 chạy xuyên qua lãnh thổ của khu định cư. Khu định cư, cũng như toàn bộ đô thị này, được bao gồm trong vùng thống kê Savinja, mà nó nằm trong phân vùng Slovenia của Công quốc lịch sử Styria.
Một cấu trúc ẩn giấu dưới lòng đất trong rừng gỗ Šohta gần khu định cư, được xây dựng năm 1944, từng được sử dụng làm một bệnh viện chiến binh bí mật (tiếng Slovene: partizanska bolnišnica Zima).